# Slatina pri Ponikvi
Slatina pri Ponikvi este o localitate din comuna Šentjur, Slovenia, cu o populație de 121 de locuitori.